# Thorelliola
Thorelliola is een geslacht van spinnen uit de familie springspinnen (Salticidae).

## Soorten
De volgende soorten zijn bij het geslacht ingedeeld:
- Thorelliola biapophysis Gardzinska & Patoleta, 1997
- Thorelliola cyrano Szüts & De Bakker, 2004
- Thorelliola dissimilis Gardzińska, 2009
- Thorelliola doryphora (Thorell, 1881)
- Thorelliola dumicola Berry, Beatty & Prószyński, 1997
- Thorelliola ensifera (Thorell, 1877)
- Thorelliola glabra Gardzinska & Patoleta, 1997
- Thorelliola javaensis Gardzinska & Patoleta, 1997
- Thorelliola mahunkai Szüts, 2002
- Thorelliola monoceros (Karsch, 1881)
- Thorelliola pallidula Gardzińska, 2009
- Thorelliola truncilonga Gardzinska & Patoleta, 1997